# Ернест Таунсенд
Ернест Таунсенд (англ. Ernest Townsend, нар. 1 січня 1880, Дербі, Англія — пом. 22 січня 1944, там же) — британський художник-портретист.

## Життєпис
Ернест був молодшою дитиною у сім'ї, до 8 років його основним вихователем була його старша сестра.
Таунсенд навчався у Художньому коледжі Дербі до 14 років, після чого був відданий на навчання у фірму архітекторів Wright and Thorpe, далі, усвідомивши, що йому не хочеться бути архітектором, він навчався у Хізелійській школі витончених мистецтв у Челсі й у Королівській академії мистецтв. Серед його друзів були Огастес Джон та Обрі Вінсент Бердслі. З 1910 по 1937 роки Таунсенд виставив в Академії 15 своїх робіт.
Однією із найвідоміших його робіт є портрет Вінстона Черчилля.
Серед відомих його замовлень — розробка камуфляжу для дахів авіаційних заводів Rolls-Royce, щоб вони виглядали для німецьких бомбардувальників не більше ніж селом. Подейкували, що він помер від робочого перенавантаження; у 1944 році Музей і художня галерея Дербі влаштувала на честь його пам'яті виставку; у Музей і художня галерея Дербі, як і раніше, зберігається велике зібрання його робіт, хоча вони виставляються не постійно.